# آنتونیو آنجلیلو
آنتونیو والنتین آنجلیلو (ایتالیایی: Antonio Valentín Angelillo؛ زادهٔ ۵ سپتامبر ۱۹۳۷ - درگذشته ۵ ژانویه ۲۰۱۸) بازیکن فوتبال اهل آرژانتین بود.
وی بین سال‌های ۱۹۵۵ تا ۱۹۵۷ توانست ۱۱ بازی برای تیم ملی فوتبال آرژانتین انجام دهد و ۱۱ گل هم به ثمر برساند. همچنین بین سال‌های ۱۹۶۱ تا ۱۹۶۲ برای تیم ملی فوتبال ایتالیا به میدان رفت و ۲ بازی انجام داد. او در بازی‌هایش برای ایتالیا ۱ گل به ثمر رساند. آنجلیلو آخرین بازی ملی خود را در سال ۱۹۶۲ میلادی انجام داد.